# David van der Kellen
David van der Kellen (* 2. Januar 1827 in Utrecht; † 9. September 1895 in Nieuwer-Amstel, Provinz Nordholland) war ein niederländischer Historien-, Genre- und Interieurmaler sowie Zeichner, Grafiker, Kunsthistoriker und Kurator. Von 1876 bis 1895 leitete er das Niederländische Museum für Geschichte und Kunst (Nederlandsch Museum voor Geschiedenis en Kunst).

## Leben

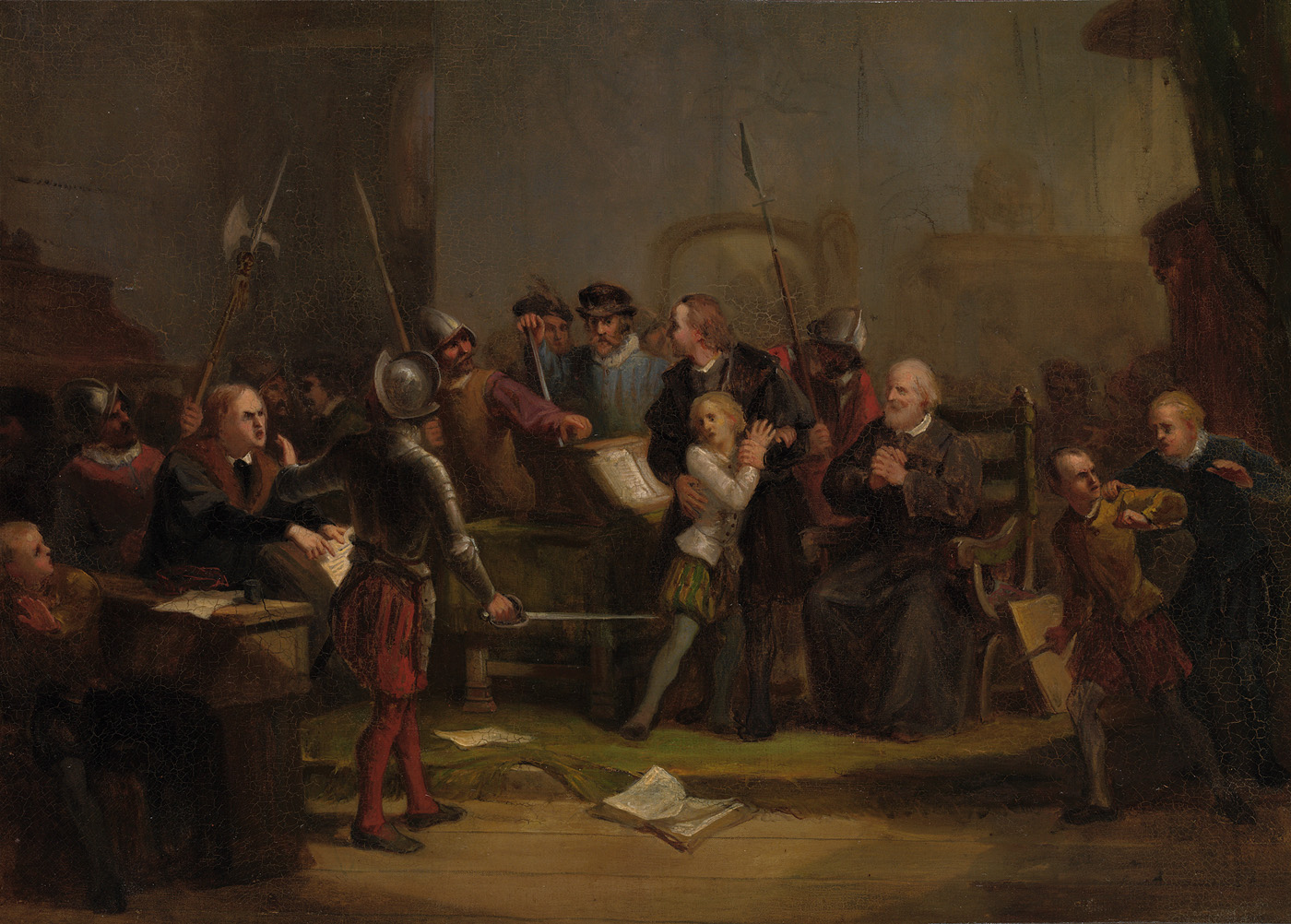
Filips Willem wordt uit de hogeschool te Leuven ontvoerd (Die Entführung Philipp Wilhelms von Oranien aus der Universität Löwen), Historiengemälde van der Kellens, Amsterdam Museum

Van der Kellen, Sohn des Medailleurs David van der Kellen der Jüngere und Bruder des Medailleurs Johan Philip van der Kellen, durchlief in den 1840er Jahren zunächst eine handwerkliche Ausbildung bei seinem Vater in Utrecht. Außerdem erhielt er Zeichenunterricht bei dem Utrechter Maler Bruno van Straaten (1786–1870). In den Jahren 1843 bis 1845 besuchte er die Koninklijke Akademie van Beeldende Kunsten in Amsterdam. Dort war der Maler Jan Adam Kruseman einer seiner Lehrer. 1845 ging van der Kellen nach Düsseldorf, durch die Düsseldorfer Malerschule seinerzeit ein international bevorzugter Ort künstlerischer Ausbildung. Dort nahm er Privatunterricht bei dem Historienmaler Heinrich Mücke. Danach kehrte er nach Utrecht zurück.
Um 1850 zog er nach Amsterdam, wo er als freischaffender Maler arbeitete und 1853 Mitglied der Künstlervereinigung Arti et Amicitiae wurde. Spätestens seit 1859 wirkte er als deren Bibliothekar. Außerdem gehörte van der Kellen in Amsterdam zu den Gründungsmitgliedern der Königlichen Gesellschaft für Altertumskunde (Koninklijk Oudheidskundig Genootschap). Diese aus einflussreichen Amsterdamer Bürgern bestehende Gesellschaft wurde 1858 nach einer erfolgreichen volkskundlichen, nationalhistorischen Ausstellung der Künstlervereinigung Arti et Amicitiae gegründet und verfolgte den Zweck, auf der Grundlage einer hauptsächlich aus Privatbesitz zusammengetragenen Kollektion von Objekten sozialen Lebens sowie kunsthandwerklichen Schaffens ein nationales Museum in Amsterdam aufzubauen. Van der Kellen wurde zum Konservator der Sammlung ernannt.
Diese Sammlung erhielt bereits 1859 an der Herengracht in einem Gebäude namens „Tecum habit“ einen Ausstellungsraum. Nachdem ihr stetig wachsender Bestand ab 1865 andernorts in einem größeren Raum untergebracht gewesen war, wo er ausgestellt und für Publikumsverkehr geöffnet werden konnte, zog die Kollektion 1876 in ein Gebäude an der Spuistraat, einen geräumigen Bau, den der Unternehmer Gerard Adriaan Heineken (1841–1893) zuvor als Brauerei genutzt hatte. Bis zur Eröffnung des Gebäudes des Rijksmuseums Amsterdam, in das die Sammlung 1885 wechselte, hielt die Koninklijke Oudheidkundig Genootschap dort ihre volkskundlichen und kunsthandwerklichen Ausstellungen ab.
Mit dem Umzug der Kollektion in das Gebäude des Rijksmuseums Amsterdam blieb van der Kellen, der seit 1876 die Sammlung verwaltet hatte, ihr Leiter. Seit 1875 fungierte er außerdem als Leiter der in Den Haag gegründeten, bis 1887 ebenfalls in das Gebäude des Rijksmuseums Amsterdam überführten Sammlung des Niederländischen Museums für Geschichte und Kunst (Nederlandsch Museum voor Geschiedenis en Kunst), die in Amsterdam bis 1927 als selbstständiges Museum fortgeführt wurde. Ferner übernahm van der Kellen 1876 die Leitung des Königlichen Raritätenkabinetts (Koninklijk Kabinet van Zeldzaamheden), deren Kollektion 1883 zu großen Teilen auch in das Rijksmuseum Amsterdam überging. Bis zu seinem Tod im Jahr 1895 bekleidete van der Kellen den Posten des Direktors des Niederländischen Museums für Geschichte und Kunst im Rijksmuseum Amsterdam.
Unter dem ständigen Einfluss von Victor de Stuers (1843–1916), des Abteilungsleiters für Kunst und Wissenschaft im niederländischen Innenministerium, war es van der Kellens kuratorisches Bestreben, Zeugnisse der Volks-, Gebrauchs- und Alltagskultur, insbesondere Trachten, zu sammeln und museal zu präsentieren. So erwarben sie für das Niederländische Museum für Geschichte und Kunst eine „Trachtengalerie“, die auf der Weltausstellung Paris 1878 gezeigt worden war. Nach der Eröffnung dieser Trachtenausstellung im Januar 1879 erhöhte sich die jährliche Besucherzahl des Museums von 8405 auf 15.685.

## Schriften (Auswahl)
- De relikwiën van het Huis van Oranje in het Nederlandsch Museum. In: Nederlandsche Kunstbode 1, 1879, S. 3–5.
- Drijfwerken in het Nederlandsch Museum. In: Nederlandsche Kunstbode 1, 1879, S. 241–244.